# Angarszk
Angarszk (oroszul: Ангарск) város Kelet-Szibériában, Oroszország Irkutszki területén, az Angarszki járás székhelye. A régió gazdaságilag harmadik legnagyobb városa, legnagyobb olajvegyészeti központja.
Lakossága: 233 567 fő (a 2010. évi népszámláláskor).

## Elhelyezkedése
Az Irkutszki terület déli részén, Irkutszktól 46 km-re északnyugatra, az Angara és bal oldali mellékfolyója, a Kitoj közén, utóbbi torkolatánál helyezkedik el. Területe 294 km². Mellette halad az M-53 jelű, „Bajkál” (Krasznojarszk–Irkutszk) autóút, és a településen vezet át a transzszibériai vasútvonal. 
A terület a Irkutszk-cseremhovói-síkság része. 

### Éghajlata
A levegő évi középhőmérséklete: –1,2 °C. A januári középhőmérséklet –22 °C, a júliusi 18 °C. A csapadék mennyisége éves átlagban 470 mm. A fagymentes időszak kb. 100 napig tart. Az első fagyok szeptember közepén köszöntenek be, és a fagyos napok május végéig tartanak.

## Története
A szovjet korszakban alapított sok városhoz hasonlóan Angarszk keletkezése is egy nagy ipari létesítmény építéséhez kötődik. A tervezett vegyipari gyár és a város területét a két folyó közötti széles völgyben jelölték ki, ahol volt állandóan fagyott talaj. Az építkezés 1946-ban Kitoj település mellett kezdődött. Az Angara folyóról elnevezett Angarszkij települést 1948-ban alapították, 1951-ben Angarszk néven városi rangra emelték.
Az eredetileg csak 16. sz. kombinátnak nevezett létesítmény működését a közeli cseremhovói szénmedence szénvagyonára alapozták. (Az 1950-es évek elején:) „A 16. számú kombinát 15 különböző specializált gyárat foglalt magába, ezekhez 400 bonyolult ipari objektumot, 95 km vasútvonalat, 130 km külső csővezetéket, stb. kellett megépíteni. Ez volt az MVD [belügyminisztérium] legfontosabb, legfelelősségteljesebb építkezéseinek egyike, mely nagy hadiipari jelentőséggel bírt.” 1956-ban a kombinát megkezdte a szénből előállított folyékony üzemanyag (metanol) termelését, de ez a költséges és korszerűtlen megoldás messze elmaradt a gyorsan növekvő igényektől. 
A baskíriai (Tujmazi) olajlelőhely teljes feltárása után elhatározták, hogy a szén alapanyagról áttérnek a kőolajra, ezért a kombinátnál gyors ütemben építeni kezdték Kelet-Szibéria első kőolajfinomítóját. Angarszkban kőolajból először 1960-ban állítottak elő benzint (közben az építkezés tovább folyt), a nyersolajat akkor még vasúton szállították. 1964-re elkészült a Baskíriából Omszkon át Angarszkig vezető 3700 km hosszú távvezeték, és ez utat nyitott az olajvegyészet további fejlődésének is. A korábban szénből üzemanyagot készítő gyáregységeket ammónia és nitrogénműtrágya termelésére állították át. 
Az iparral párhuzamosan a város is növekedett. 1951-ben kezdett termelni a hőerőmű első egysége. 1953-ban elindult az első (rövid) villamosjárat, 1961-ben adták át a vasútállomás épületét. Angarszk első lakónegyedeit a Gulag elítéltjei építették. 1947 nyarától az angarszki Kitojlag vagy Kitoji ITL (1948–1953 között ITL Sztroityelsztva 16) nevű lágerrendszer rabjai dolgoztak többek között a vegyikombinát építkezésein, az út- és vasútépítéseken, a város más ipari létesítményei (pl. hőerőmű, bútorgyár, kenyérgyár) építésén, illetve kiszolgálásán is.
1954-ben született döntés az angarszki atomipari kombinát létesítéséről. (Akkori neve 820. számú MSZM kombinát, később Angarszkij elektroliznij himicseszkij kombinat). 1957 és 1963 között felépültek a főbb termelési egységek, és a dolgozók számára a délnyugati városszélen külön lakónegyedet építettek.
Az Angarszki járás létrehozásakor, 1993-ban a város járási székhely lett.

## Gazdasága
Irkutszk és Bratszk után Angarszk a régió harmadik legnagyobb ipari központja. Az ipar vezető ágazata a kőolajfeldolgozás, a vegyipar, a nukleáris fűtőanyag (urán dúsítás) előállítása, a gépipar, az építőanyag- és építőipar.
- A város olajfeldolgozó gyárát 1955-ben helyezték üzembe.[7] Az olajvegyészeti kombinát (korábbi nevén Angarszknyeftyeorgszintyez, rövidítése ANOSZ) 1992-ben átalakult részvénytársasággá (Angarszkaja nyeftyehimicseszkaja kompanyija, Angarszki olajvegyészeti társaság rt.). Ez a város legnagyobb iparvállalata, mely a Nyugat-Szibériából távvezetéken érkező kőolajat dolgozza fel. Benzint, dízelolajat, kerozint, sokféle kenőolajat, olajszármazékokat és a vegyipar számára különféle alapanyagot állít elő. Van még egy sor további petrolkémiai, illetve vegyipari vállalat, melyek a privatizáció előtt szintén az ANOSZ-hoz tartoztak. Ilyen a nitrogénműtrágya gyár, a katalizátorok gyára, a polimerek gyára (benzol, etilén, polisztirol, stb. gyártása), a háztartási vegyiáruk gyára.
- Az Angarszkij elektroliznij himicseszkij kombinat az állami Roszatom atomenergetikai konszern leányvállalata. Fő terméke a dúsított urán.
- A Kelet-szibériai Gépgyár (VosztSzibMas) szintén az ANOSZ része volt, jelenleg az olajvegyészeti társaság leányvállalata. A petrolkémiai vállalatok és a szénhidrogén ipar számára gyárt különféle berendezéseket.
- Az ipari zónában működik a régió legnagyobb cementgyára, valamint szintén az ágazathoz tartozó építőanyaggyár és a kerámiagyár.

## A 21. század elején
Az olajvegyészeti kombinátot 2001-ben a Jukosz vette át, 2007-ben az állami Rosznyefty tulajdonába került. A gyártelepen 2022. december 15-én kora reggel robbanás történt, majd tűz ütött ki a kombinát egy részében. A vállalat két dolgozója meghalt, többen sérüléseket szenvedtek. A tüzet 11 óra körül oltották el.
Az ipari üzemek és vállalatok a lakónegyedektől elkülönült ipari zónában helyezkednek el, mely közel 30 km hosszan nyúlik el észak-déli irányban, az Angara bal partján. Ebben az Angara-menti ipari zónában kaptak helyet többek között az olajfeldolgozás, a vegyipar és az építőanyagipar gyárai, valamint a három hőerőmű. A déli városrészben kialakult egy második ipari zóna az elektrolízis vegyikombináttal. Egy további ipari negyed is létrejött (Majszk), ahol kb. negyven, termelő- és kommunális célú vállalat tömörül.
Az urán dúsítására létrehozott kombinát miatt a lakóöv dél felé nem terjeszkedhetett tovább. Így a város építését délnyugat felé folytatták: kialakult a Centralnij ('központi') és a Juzsnij ('déli') lakónegyed, melyek napjainkban a központi és viszonylag korszerűbb városrésznek számítanak. A többi résztől elkülönülve épült a Jugo-Vosztocsnij ('délkeleti'), a Cement és a 4. számú „mikrorajon”. 
A lakónegyedekben kiépített központi gázvezeték teljes hossza 80 km. Angarszk lakásainak 96%-ában gázfűtés van, ezzel az Irkutszki terület legjobban ellátott városa. A lakónegyedek között sok helyen meghagyták az eredeti erdők maradványait. A vegyiüzemek károsanyag kibocsátása miatt Angarszk ezekkel együtt is a legszennyezetebb városok közé tartozik.

## Szállítás, közlekedés
A város határain belül három vasútállomás épült (Szuhovszkaja, Angarszk, Kitoj), és további két megálló is van a külvárosi gyorsvasút vonalán. A legnagyobb gyáraknak külön ipari vágányai és teherpályaudvarai vannak. A városban 8-10 villamosjárat, továbbá több mint 40 autóbusz- és iránytaxi járat közlekedik. 
Az Angarán teherkikötő üzemel, melyet szárnyvonal köt össze a transzszibériai vasútvonallal. Angarszknak nincs saját repülőtere, az irkutszki repülőtér kb. 50 km-re van a városközponttól.
Angarszkhoz két föld alatti távolsági kőolajvezeték kapcsolódik, az egyik Omszk, a másik Krasznojarszk felől. Kiépült egy etilén csővezeték is (230 km), ezen szállítják az alapanyagot a szajanszki vegyipari kombinátnak. Szintén csővezetéken továbbítják a kerozint Irkutszk repülőterére.